# Achaemenidische leger

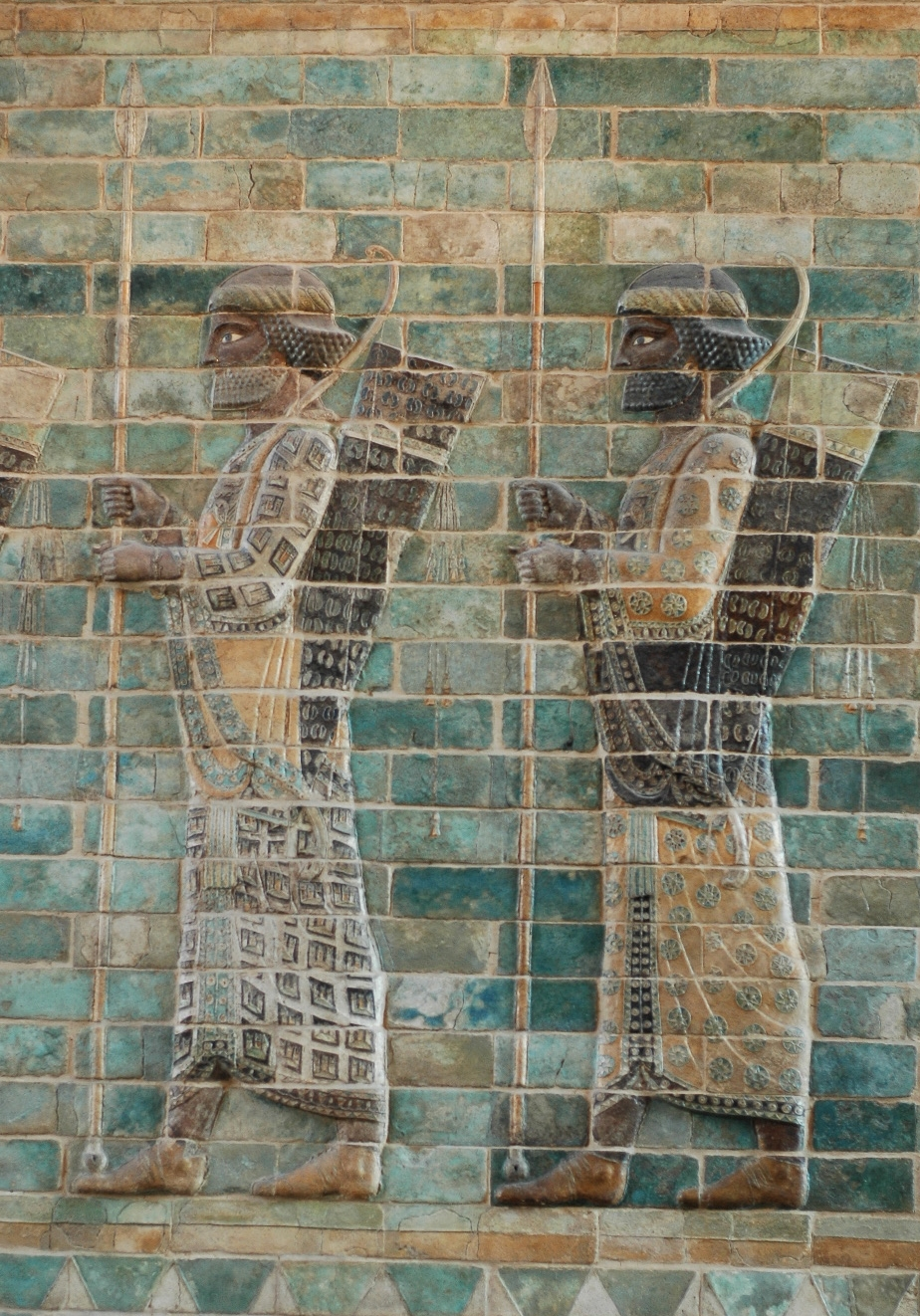
Onsterfelijken, afgebeeld in Susa

Het Achaemenidische leger (530 v.Chr. tot 330 v.Chr.) bestond voornamelijk uit gewone soldaten, boogschutters, ruiters en de zogenaamde "Onsterfelijken". Ook bevatte het leger ongeveer 200 strijdwagens en 15 krijgsolifanten.

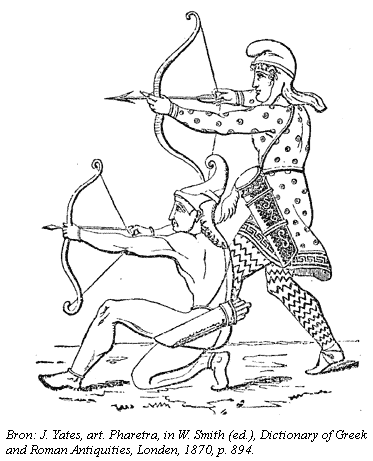
Perzische boogschutters

Het normale Achaemenidische leger kende een eerste linie die uit ongeveer 40.000 man bestond. Daarachter stond eenzelfde soort linie en vervolgens kwamen de boogschutters. De ruiters werden altijd aan de flanken van en achter de linies geplaatst. De bewapening van een Achaemenidische soldaat bestond uit een speer en een boog. Met de boog kon van grote afstand pijlen worden afgeschoten. De commandanten van de divisies konden worden herkend aan hun speer, die met goud was belegd. De normale soldaten hadden speren met zilveren speerpunten.

## Onsterfelijken
Herodotus beschrijft de Onsterfelijken als de meest gevreesde legereenheid van het Achaemenidische leger, bestaande uit precies 10.000 zwaar bewapende manschappen. Als een van deze soldaten gedood of ziek werd, werd deze meteen vervangen. Zo telde het aantal manschappen altijd 10.000, vandaar de naam "Onsterfelijken".

## Verder lezen
- J. Cassin-Scott, The Greek and Persian Wars 500-323 B.C., Londen, 1977. ISBN 0850452716
- D. Head, The Achaemenid Persian Army, Stockport, 1992. ISBN 1874101000
- N. Sekunda, The Persian Army 560-330 BC, Londen, 1992. ISBN 1855322501
- N. Sekunda, The Persians, in J. Hackett (ed.), Warfare in the Ancient World, Londen, 1990. ISBN 0816024596
- N. Stillman - N. Tallis, Armies of the Ancient Near East 3000 BC to 539 BC, Worthing, 1984.
- J. Warry, Warfare in the Classical World, Sydney, 1980. ISBN 0806127945